# Buch-St. Magdalena

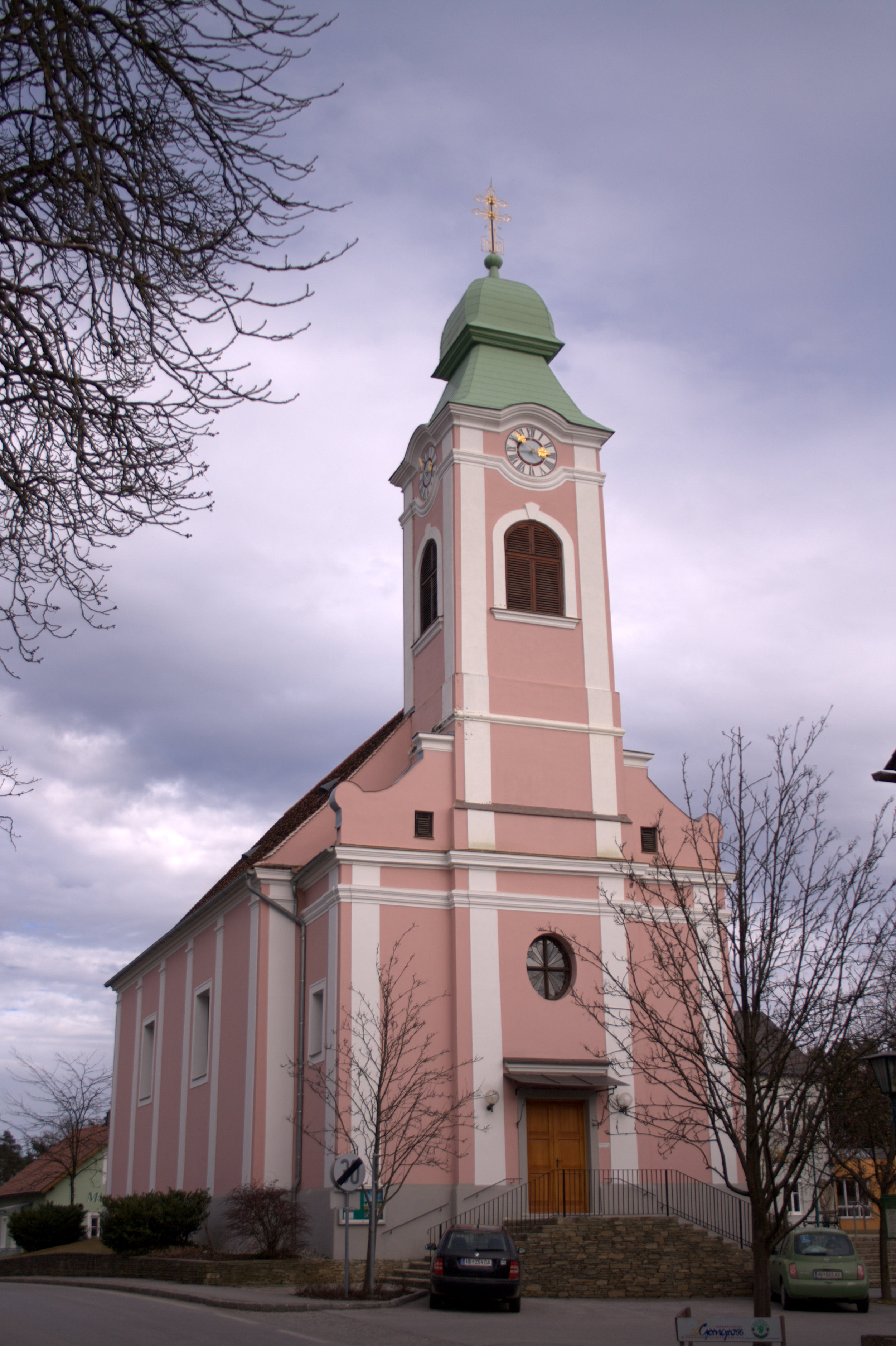
Kath. Pfarrkirche hl. Magdalena in St. Magdalena am Lemberg

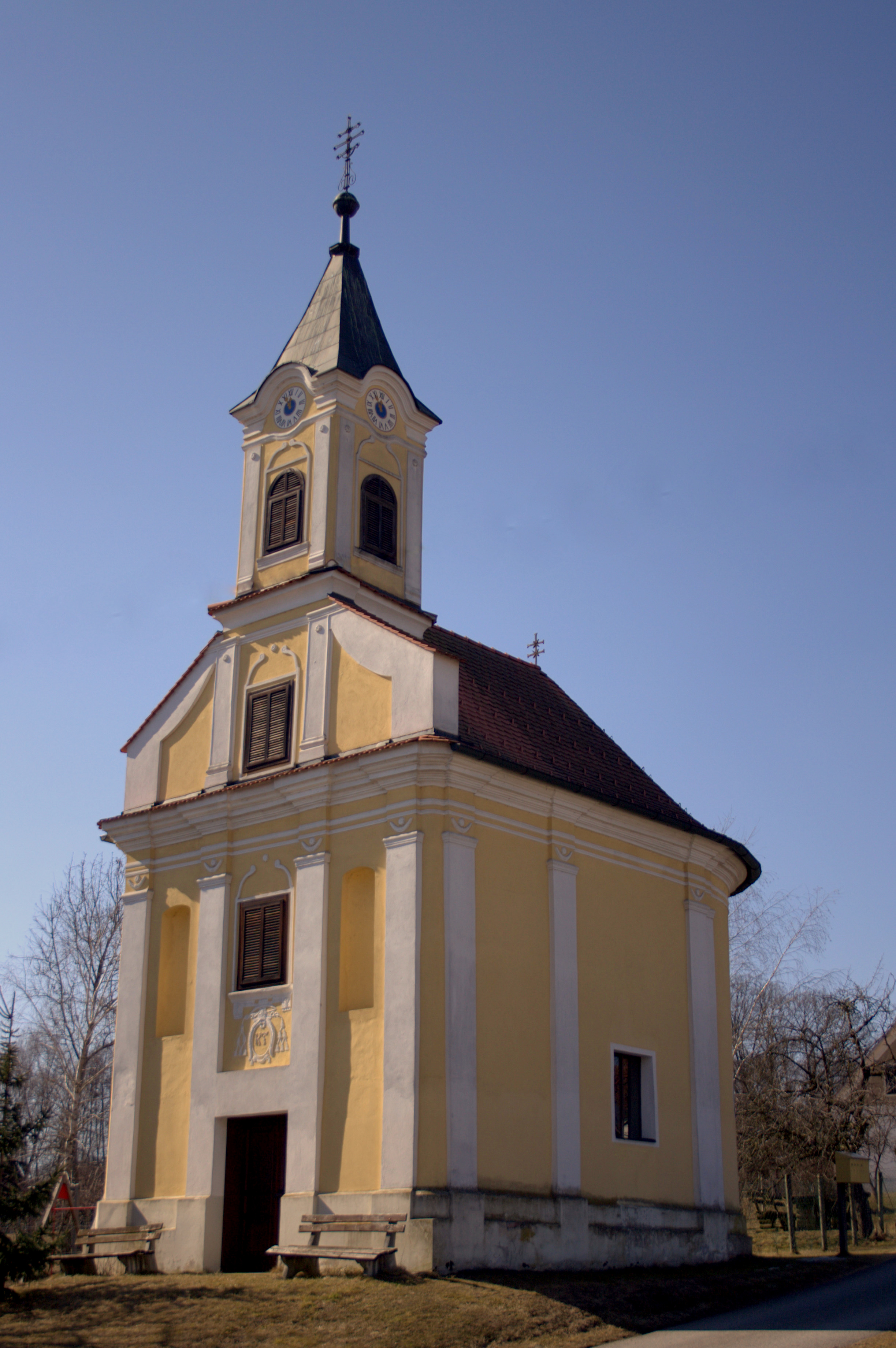
Ortskapelle in Geiseldorf

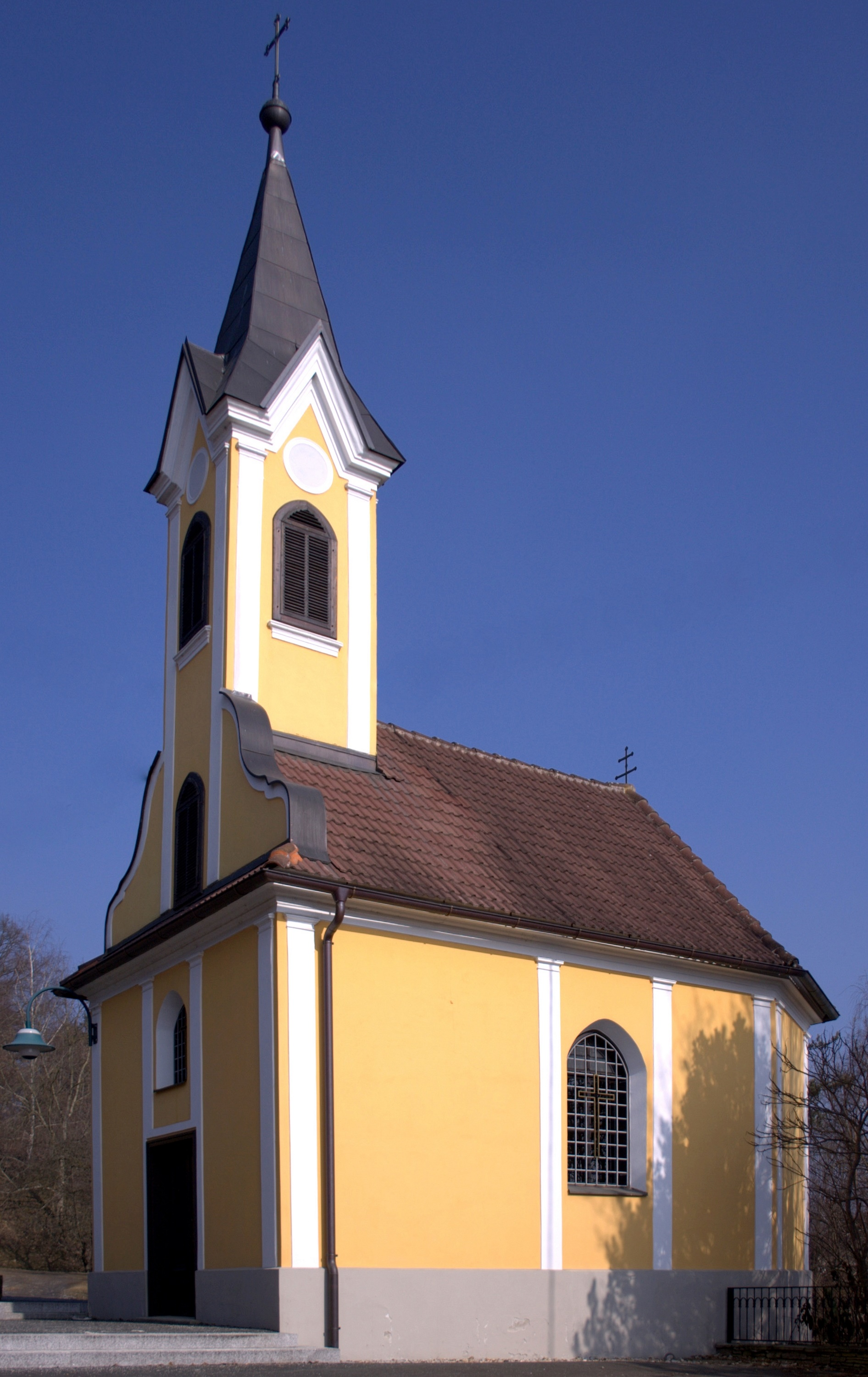
Ortskapelle Oberbuch

Buch-St. Magdalena ist eine Gemeinde im Gerichtsbezirk Fürstenfeld bzw. Bezirk Hartberg-Fürstenfeld in der Steiermark in Österreich. Sie entstand im Rahmen der steiermärkischen Gemeindestrukturreform durch die Zusammenlegung von Sankt Magdalena am Lemberg und Buch-Geiseldorf am 1. Jänner 2013.

## Geografie

### Geografische Lage
Buch-St. Magdalena liegt im Thermenland des oststeirischen Hügellandes etwa sieben Kilometer südlich der Bezirkshauptstadt Hartberg und ca. 40 km östlich der Landeshauptstadt Graz. Das Gemeindegebiet wird von Norden nach Süden von der Hartberger Safen durchflossen. Im Westen wird die Gemeinde durch den Dombach begrenzt, der kurze Zeit später in die Hartberger Safen mündet. Buch-St. Magdalena liegt am Westrand eines ausgedehnten Waldgebietes.

### Gemeindegliederung
Die Gemeinde Buch-St. Magdalena besteht aus acht Katastralgemeinden (Fläche Stand 31. Dezember 2023):
- Geiseldorf (347,62 ha)
- Hopfau (375,4 ha)
- Längenbach (146,44 ha)
- Lemberg (302,55 ha)
- Oberbuch (280,09 ha)
- Unterbuch (557,71 ha)
- Unterdombach (277,14 ha)
- Weinberg (345,09 ha)

Das Gemeindegebiet umfasst folgende Ortschaften (Einwohner Stand 1. Jänner 2024):
- Geiseldorf (168) mit Hölle und Lebenhof
- Hopfau (380) mit Mitterberg, Noiberg, Steinbüchl und Tonleiten
- Längenbach (38)
- Lemberg (226)
- Mitterndorf (77)
- Oberbuch (136) mit Leiten und Totterfeld
- Unterbuch (606) mit Burgstall, Grubberg, Jungberg und Neudörfl
- Unterdombach (132) mit Ritterhof
- Weinberg (421) mit Buchberg und Hartl

### Eingemeindungen und Gemeindezusammenlegung
Die ehemalige Gemeinde Buch wurde im Jahr 1850 aus den beiden heutigen Katastralgemeinden Oberbuch und Unterbuch gegründet. Im Jahr 1959 wurde sie mit der Gemeinde Geiseldorf zur Gemeinde Buch-Geiseldorf zusammengelegt.

Im Jahr 1969 wurde der Gemeinde Buch-Geiseldorf die heutige Katastralgemeinde Unterdombach von der Gemeinde Wenireith zugeschlagen, als deren Katastralgemeinde Wenireith Teil der Gemeinde Hartberg Umgebung wurde.
Am 1. Jänner 2013 wurde Buch-Geiseldorf anlässlich der Gemeindestrukturreform 2010–2015 mit Sankt Magdalena am Lemberg zur steiermarkweit ersten, neu geschaffenen Gemeinde (Buch-St. Magdalena) vereinigt.

### Nachbargemeinden
| Hartberg Umgebung   | Hartberg, Sankt Johann in der Haide         | Rohr bei Hartberg |
| Kaindorf, Ebersdorf | Kompassrose, die auf Nachbargemeinden zeigt | Rohr bei Hartberg |
| Ebersdorf           | Bad Waltersdorf                             | Bad Waltersdorf   |

## Bevölkerungsentwicklung
| Buch-St. Magdalena: Einwohnerzahlen von 1869 bis 2024 | Buch-St. Magdalena: Einwohnerzahlen von 1869 bis 2024 | Buch-St. Magdalena: Einwohnerzahlen von 1869 bis 2024 | Buch-St. Magdalena: Einwohnerzahlen von 1869 bis 2024 | Buch-St. Magdalena: Einwohnerzahlen von 1869 bis 2024 |
| ----------------------------------------------------- | ----------------------------------------------------- | ----------------------------------------------------- | ----------------------------------------------------- | ----------------------------------------------------- |
| Jahr                                                  |                                                       |                                                       |                                                       | Einwohner                                             |
| 1869                                                  | 1869                                                  |                                                       | 2.303                                                 | 2.303                                                 |
| 1880                                                  | 1880                                                  |                                                       | 2.390                                                 | 2.390                                                 |
| 1890                                                  | 1890                                                  |                                                       | 2.298                                                 | 2.298                                                 |
| 1900                                                  | 1900                                                  |                                                       | 2.386                                                 | 2.386                                                 |
| 1910                                                  | 1910                                                  |                                                       | 2.411                                                 | 2.411                                                 |
| 1923                                                  | 1923                                                  |                                                       | 2.366                                                 | 2.366                                                 |
| 1934                                                  | 1934                                                  |                                                       | 2.269                                                 | 2.269                                                 |
| 1939                                                  | 1939                                                  |                                                       | 2.108                                                 | 2.108                                                 |
| 1951                                                  | 1951                                                  |                                                       | 2.053                                                 | 2.053                                                 |
| 1961                                                  | 1961                                                  |                                                       | 2.035                                                 | 2.035                                                 |
| 1971                                                  | 1971                                                  |                                                       | 2.175                                                 | 2.175                                                 |
| 1981                                                  | 1981                                                  |                                                       | 2.174                                                 | 2.174                                                 |
| 1991                                                  | 1991                                                  |                                                       | 2.162                                                 | 2.162                                                 |
| 2001                                                  | 2001                                                  |                                                       | 2.151                                                 | 2.151                                                 |
| 2011                                                  | 2011                                                  |                                                       | 2.161                                                 | 2.161                                                 |
| 2021                                                  | 2021                                                  |                                                       | 2.161                                                 | 2.161                                                 |
| 2024                                                  | 2024                                                  |                                                       | 2.184                                                 | 2.184                                                 |
| Quelle(n): Statistik Austria, Gebietsstand 1.1.2021   |                                                       |                                                       |                                                       |                                                       |

## Kultur und Sehenswürdigkeiten
- Pfarrkirche Sankt Magdalena am Lemberg
- Das Heimatmuseum in St. Magdalena am Lemberg ist im Frühjahr und im Sommer am Wochenende geöffnet.[7]

## Wirtschaft und Infrastruktur

### Verkehr
Die Süd Autobahn A 2 verläuft zwar durch das Gemeindegebiet, hat in diesem Bereich aber keine Anschlussstelle. Die nächstgelegene Anschlussstelle ist Sebersdorf/Bad Waltersdorf (exit 126). Die Wechsel Straße B 54 von Hartberg nach Gleisdorf ist über den Nachbarort Hartberg erreichbar.
Die Thermenbahn verläuft zwar durch das Gemeindegebiet, hat hier aber keinen Haltepunkt. Da die Haltepunkte Buch und Geiseldorf nicht mehr bedient werden, befindet sich der nächstgelegene Bahnhof in Sebersdorf in etwa fünf Kilometer Entfernung. Er bietet Regionalzug-Verbindungen im Zweistundentakt nach Wien und Fehring.
Der Flughafen Graz ist ca. 65 km entfernt.

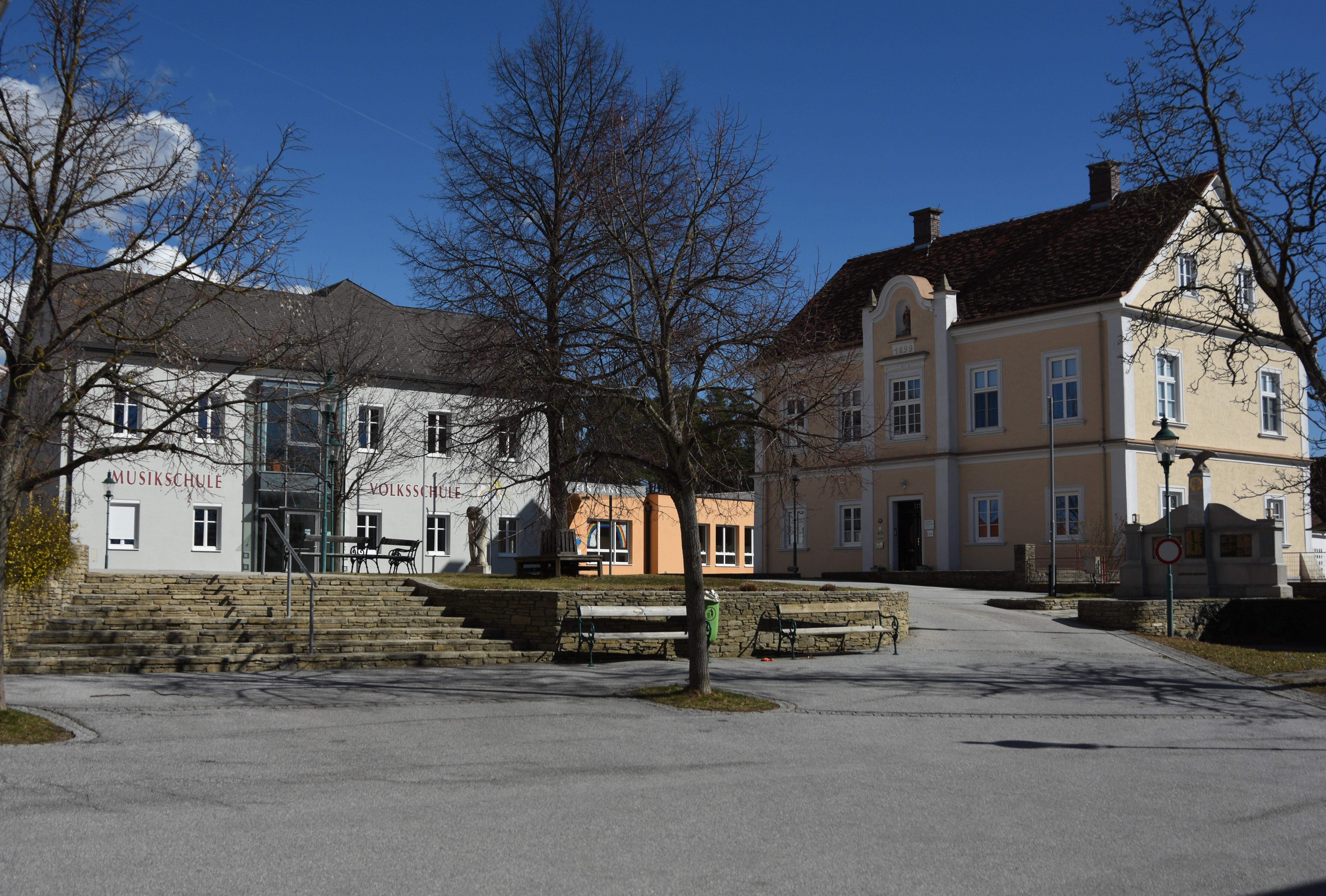
Musik- und Volksschule

### Bildung
In Sankt Magdalena gibt es die VS St. Magdalena am Lemberg (schon im frühen 18. Jh. gegründet, 2013 Meistersinger für den Schulchor).

## Politik

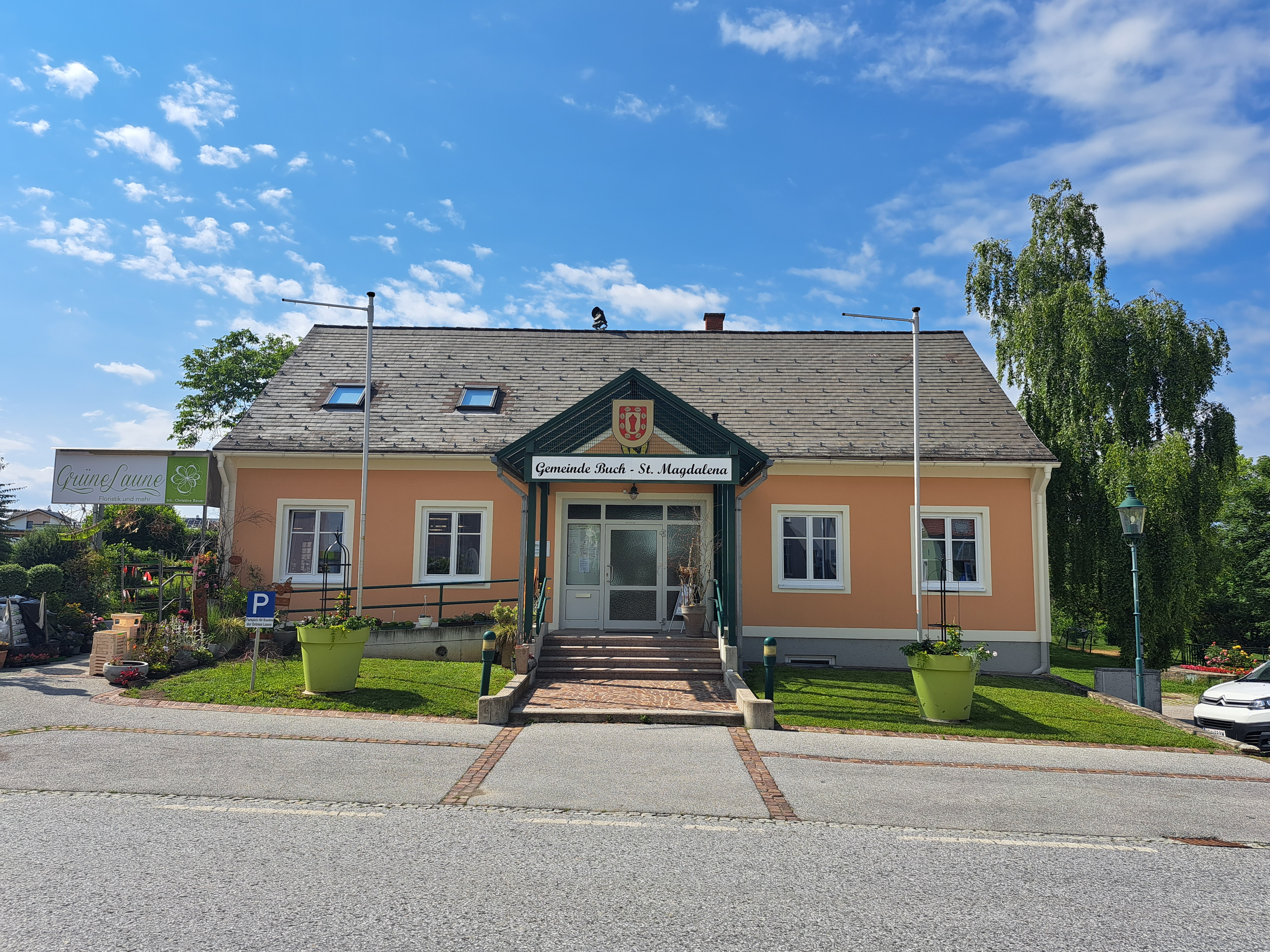
Gemeindeamt

### Bürgermeister
In der konstituierenden Sitzung des Gemeinderats im April 2015 wurde Bürgermeister Gerhard Gschiel (ÖVP) in seinem Amt bestätigt. Gschiel stand der Gemeinde St. Magdalena am Lemberg bereits vor der Fusionierung vor und wurde auch bis zu den Neuwahlen im April 2013 als Regierungskommissär eingesetzt.
Dem Gemeindevorstand gehören weiters der Vizebürgermeister (ÖVP) und der Gemeindekassier (ÖVP) an.

### Gemeinderat
Der Gemeinderat besteht aus 15 Mitgliedern:
| Partei | 2020    | 2020    | 2020    | 2015 | 2015  | 2015 | 2010 | 2010  | 2010 |
| Partei | Stimmen | Prozent | Mandate | St.  | %     | M.   | St.  | %     | M.   |
| ------ | ------- | ------- | ------- | ---- | ----- | ---- | ---- | ----- | ---- |
| ÖVP    | 1021    | 78,00   | 12      | 1032 | 70,11 | 11   | 1079 | 75,56 | 12   |
| SPÖ    | 164     | 12,53   | 2       | 225  | 15,29 | 2    | 262  | 18,35 | 3    |
| FPÖ    | 124     | 9,47    | 1       | 215  | 14,61 | 2    | 87   | 6,09  | 0    |

### Ortspartnerschaften
St. Magdalena war seit 1977 verpartnert mit Schmalegg, einer Ortschaft der Stadt Ravensburg (Baden-Württemberg, Deutschland). Die neue Gemeinde übernahm diese Partnerschaft.

### Wappen
Der Gemeinde wurde mit Wirkung vom 1. April 2015 ein Wappen verliehen, das Inhalte der Wappen der Vorgängergemeinden vereint. Seine Beschreibung lautet:
„Ein rotes Salbgefäß im goldenen Schild mit rotem Innenbord, der mit acht goldenen Buchenblättern belegt ist.“
Das neue Gemeindewappen wurde damit nach Maßgabe der Steiermärkischen Landesregierung so gestaltet, dass „wenn möglich beide Gemeindewappen im neuen Wappen erhalten bleiben“.

#### Wappen der Vorgängergemeinden

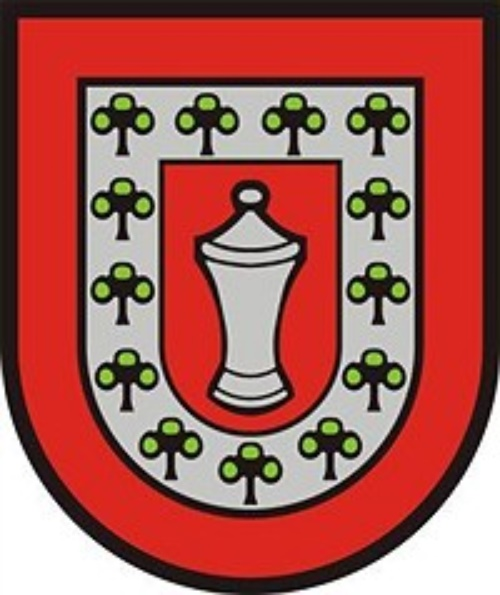
St. Magdalena a. L.
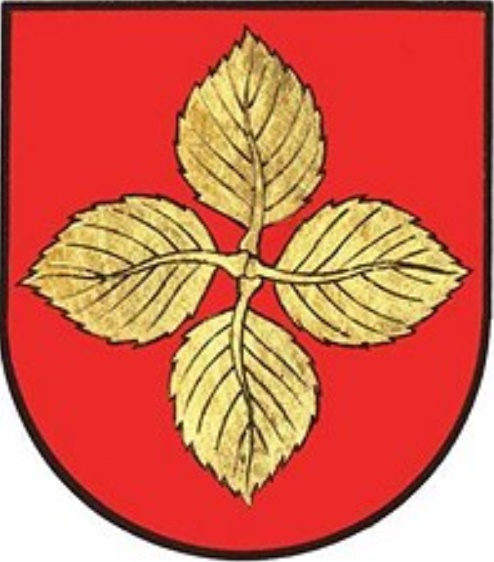
Buch-Geiseldorf

Buch-Geiselsdorf führte „In einem roten Schild vier kreuzförmig aus gemeinsamem Ursprung wachsende goldene Buchenblätter.“ (die sprechenden Buchenblätter für die vier Gemeindebestandteile, rot für die Gründerin von Geiseldorf, Gisela von Assach, Gisela Geisel im Sinne Blutzeuge).
Das Wappen war 2001 verliehen worden.
St. Magdalena führte „Ein silbernes Salbgefäß im roten Schild mit silbernem Innenbord, der mit grünen Kleeblättern belegt ist.“ (die Heiligenattribute der hll. Maria Magdalena und Patrizius).
Das Wappen war 1988 verliehen worden.

## Söhne und Töchter der Gemeinde
- Ludwig Hirsch (* 1946 in Weinberg; † 2011 in Wien), Liedermacher und Schauspieler